# Objetivo de distancia focal fija

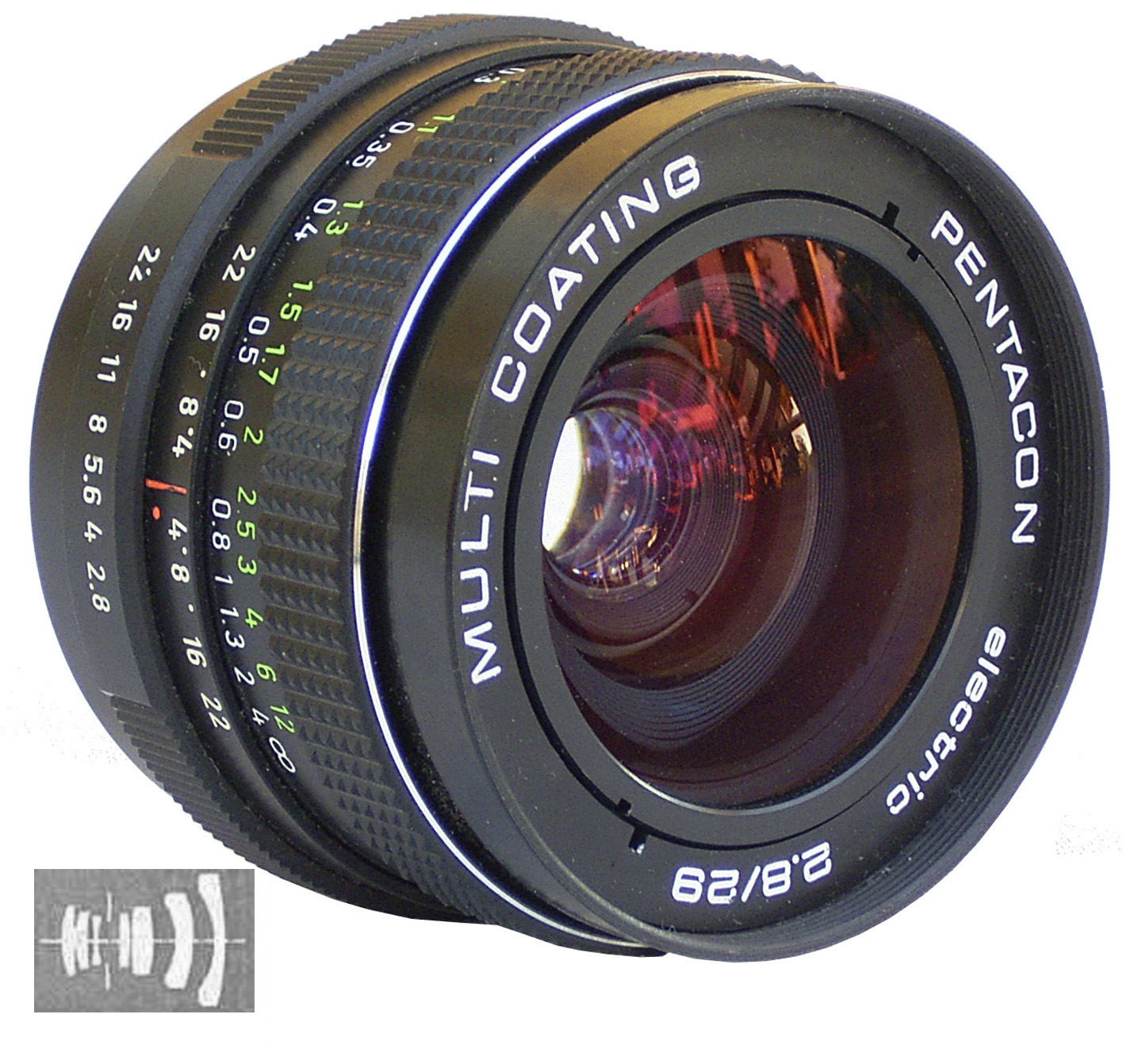
Objetivo de distancia focal fija de 29 mm acompañado por un diagrama de sus elementos internos.

Un objetivo o lente de distancia focal fija, también llamado objetivo de focal fija o simplemente objetivo fijo es un objetivo cuya distancia focal es fija, en oposición a un objetivo de distancia focal variable o zoom.
Un objetivo fijo de una distancia focal dada es menos versátil que un zoom cuyo rango incluya dicha distancia focal, sin embargo suele ser de una calidad óptica superior, más liviano y más pequeño pero no necesariamente más barato. En comparación con un objetivo zoom, un objetivo de distancia focal fija tiene menos partes móviles, que están optimizadas para una distancia focal determinada. Con una fórmula óptica más sencilla, sufren menos problemas relacionados con la aberración cromática. 
Debido a que su óptica es más simple, los objetivos de distancia focal fija habitualmente permiten una mayor apertura (menor número f) que los objetivos zoom. Esto permite obtener mejores fotografías en situaciones con poca luz y con menor profundidad de campo.

## Imágenes

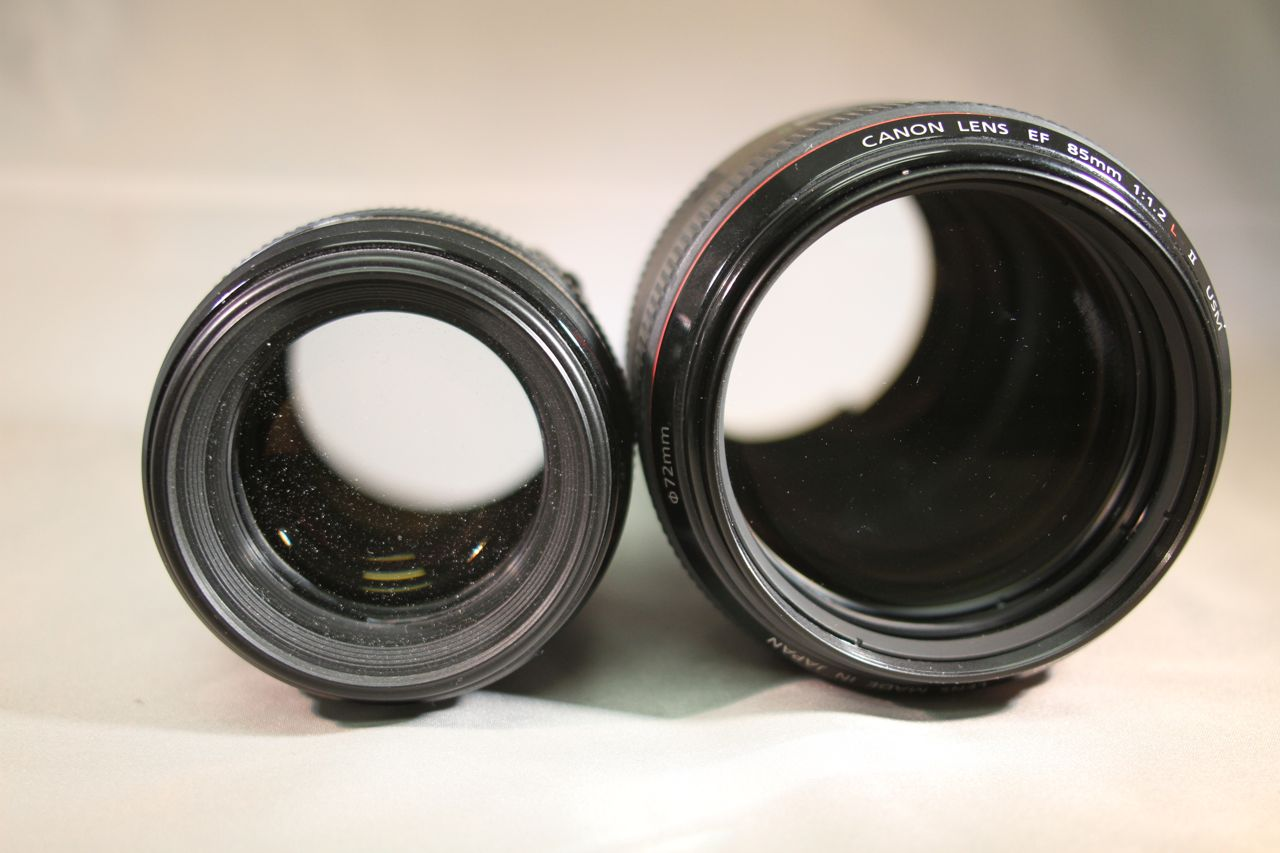
Los objetivos de distancia focal fija suelen tener mayor apertura que los objetivos zoom. Estos objetivos de 85mm tienen una apertura máxima de f/1.8 (izq) y f/1.2 (der).
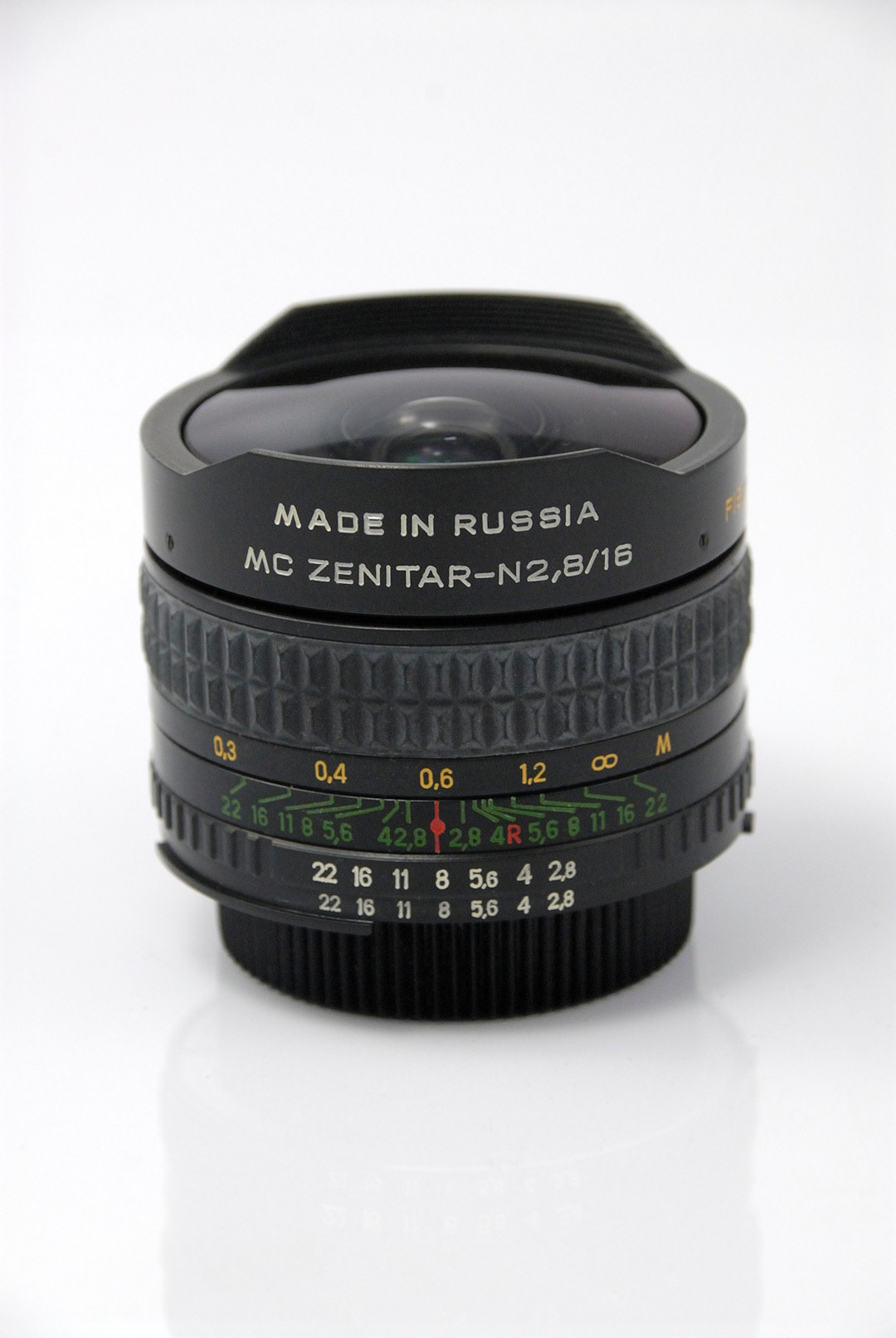
Zenitar de 16 mm f/2.8
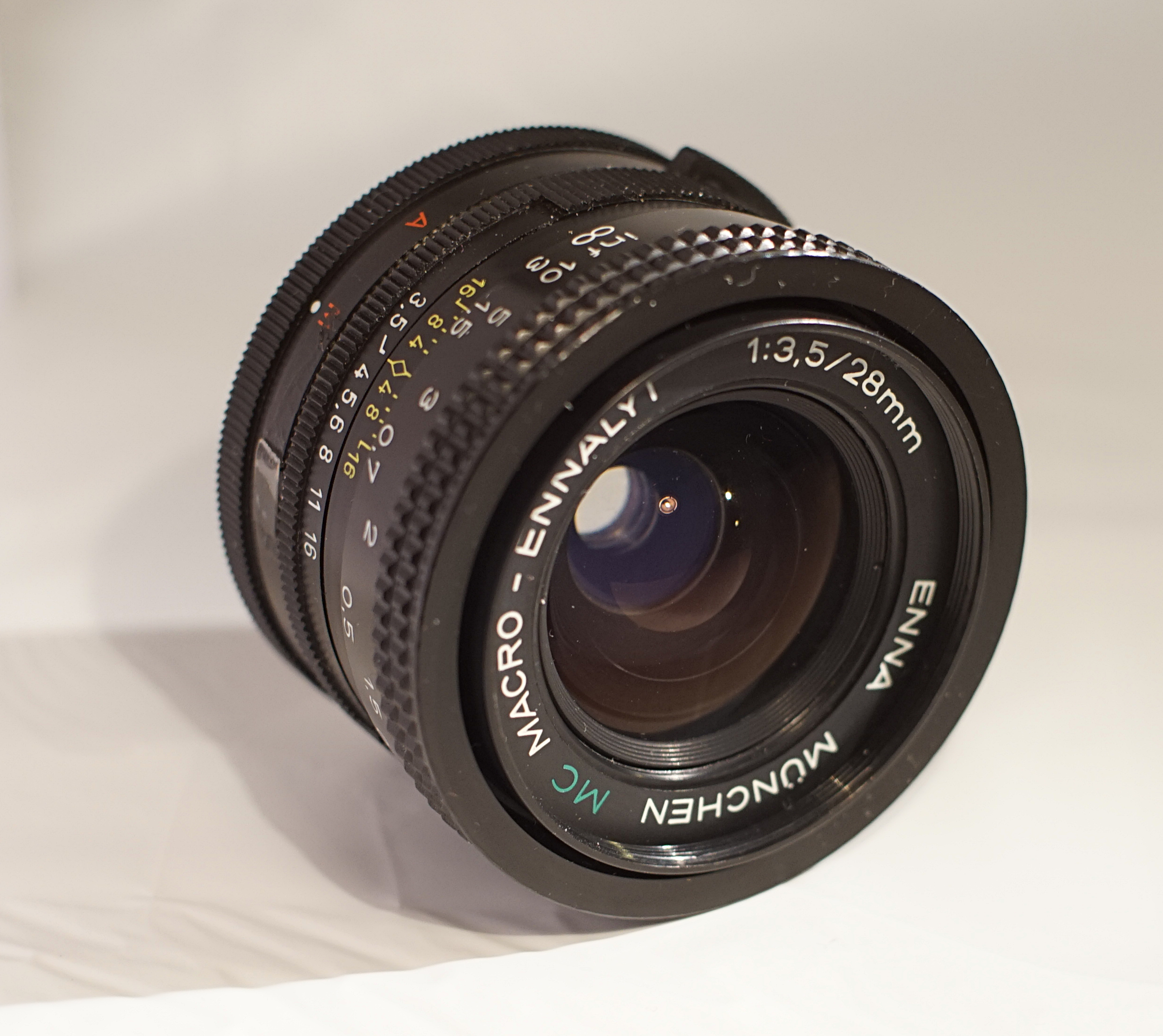
Ennalyt 28 mm f/3.5
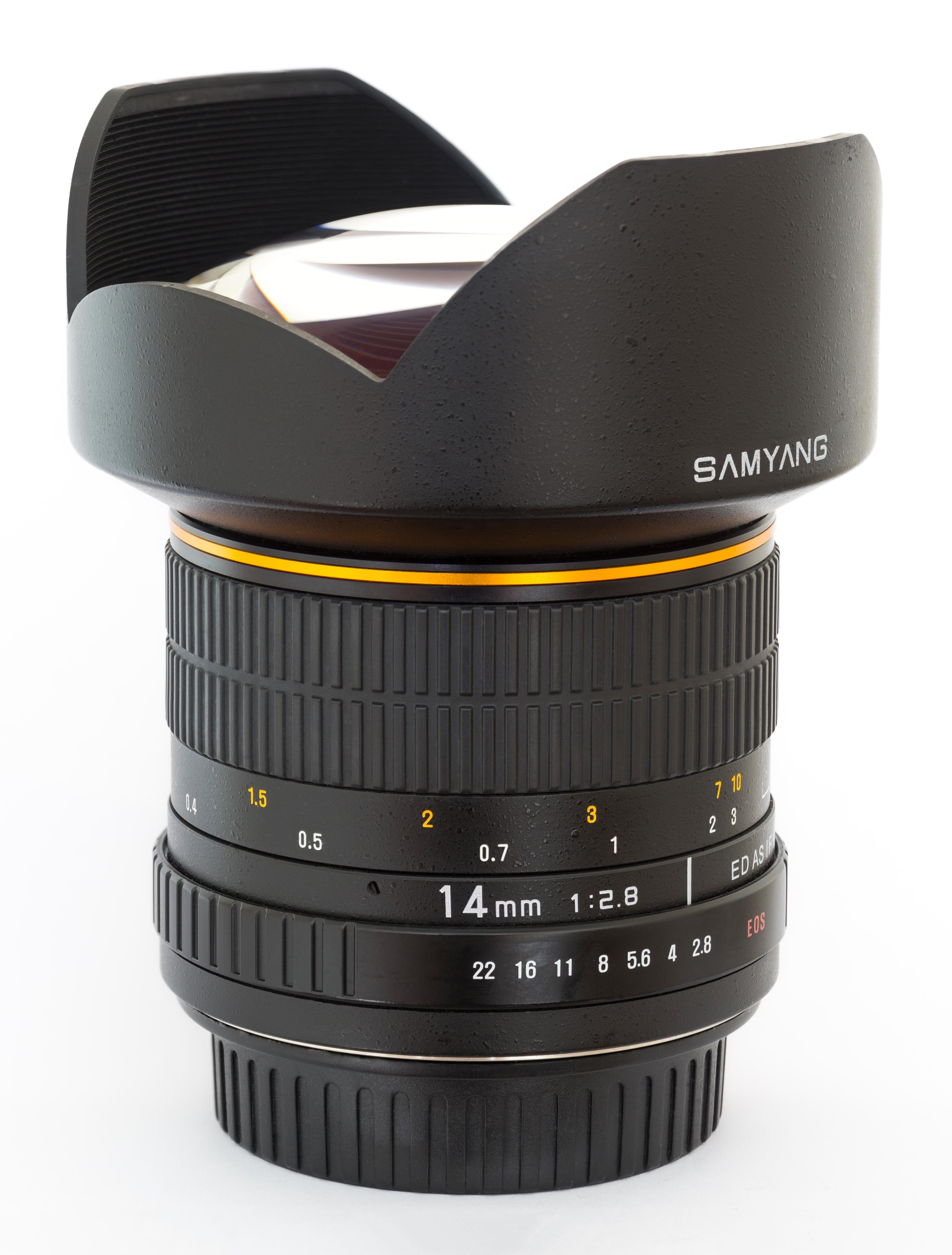
Samyang 14mm f/2.8 IF ED UMC.